# Alhué
Alhué es una comuna de la zona central de Chile, ubicada en la provincia de Melipilla, en la Región Metropolitana de Santiago.

## Toponimia
Alhué obtiene su nombre del mapudungun "alma del muerto" 

## Historia
La historia de Alhué se remonta hacia enero de 1544 con la llegada de doña Inés de Suárez y la posterior entrega de este terreno para su encomienda.
Una vez establecidos los españoles en el valle de Mapocho, en donde fundaron Santiago el 12 de febrero de 1541, se dividieron en grupos para incursionar hacia territorios aledaños, en busca de metales preciosos, alcanzando el valle de Alhué.
En el año 1739 se descubrió un gran yacimiento de oro, lo que provocó que atrajera una gran cantidad de gente, lo cual implicó que desde este momento aumentara exponencialmente su población. El 19 de agosto de 1755, se le da el título de Villa de San Géronimo de La Sierra de Alhué. La mina de oro provocó el funcionamiento los trapiches de molienda de oro en el norte del Río Cachapoal, lo que con el correr de los años sería la ciudad de Rancagua.
Junto con San Pedro, entre 1974 y 1979 pertenece a la Provincia de Cachapoal, en la Región de O'Higgins. Luego es traspasada definitivamente a la Región Metropolitana. Anteriormente, entre 1928 y 1929, integró la provincia de Colchagua.
Francisco Solano Asta-Buruaga y Cienfuegos escribió en 1899 en su Diccionario Geográfico de la República de Chile: 21  quien clasifica al lugar como 'villa':

Alhué (Sierra de).—Sección del sur de la cadena de cerros que se levantan próximos al NO. de la ciudad de Rancagua y rodea por el O. la laguna de Aculeo. Es escarpada, roqueña y árida en su cima, cuyo punto más alto alcanza á 2,238 metros sobre el nivel del Pacífico: en invierno permanece cubierta de nieve. Da nacimiento á un riachuelo de su mismo nombre (de allue, equivalente á diablo, ánima, muerte), el cual baja por el declive occidental y, después de correr por unos 75 kilómetros hacia el SO., desagua en la derecha del Rapel como diez kilómetros al NO. de la aldea de Llallauquén.

Alhué.—Villa del departamento de Melipilla con 716 habitantes, oficina de registro civil, estafeta, escuelas gratuitas y una iglesia. Yace por los 34º 06' Lat. y 71° 15' Lon. en el declive sudoeste de la sierra de que toma el nombre y á la base de una altura, que se levanta vecina por el sur, llamada cerro de Lincamávida, por cuyo pié corre el riachuelo de su título y que baña la misma villa. Debe ésta su origen á minas de oro, descubiertas en 1739 en las laderas contiguas, minas que por su riqueza, concentraron aquí un caserío con iglesia, trapiches para el beneficio de los minerales y suficientes habitantes para que, á instancia del juez de este asiento, Don Ignacio Baeza y Valenzuela, le confiriese el Presidente Ortiz de Rozas, en 19 de agosto de 1755, el titulo de villa de San Jerónimo de la Sierra de Alhué. Su aumento subsiguiente y lo estrecho del sitio en que se asentó, hizo más tarde promover su traslación á otro punto cercano más conveniente; pero se desistió de la idea en 1776, por dificultades que surgieron entre los vecinos. Poco después comenzó á retrasar con la decadencia de las minas. Dista sobre 40 kilómetros hacia el NO. de la ciudad de Rancagua, á cuyo antiguo departamento perteneció, hasta su incorporación en 1884 al de Melipilla, de cuya capital queda á unos 35 al S.

El geógrafo chileno Luis Risopatrón lo describe como una ‘villa’ en su libro Diccionario Jeográfico de Chile en el año 1924:: 20 

Alhué (Villa) 34° 01’ 71° 10’. De corto caserío, con servicio de correos, rejistro civil i escuelas públicas, se encuentra rodeada de buenos viñedos, en la parte superior del valle del mismo nombre; debe su orijen a minas de oro, descubiertas en 1739, en las laderas contiguas, que por su riqueza, concentraron aquí un caserio, con iglesia, trapiches para el beneficio de los minerales i suficiente número de habitantes, para que se le confiriese el 19 de agosto de 1755, el titulo de villa de San Jerónimo de la Sierra de Alhué. Siguió progresando, por lo que, debido a lo estrecho del sitio en que se asentó, se promovió su traslacion a otro punto cercano mas conveniente, pero se desistió de la idea en 1776, por dificultades que surjieron entre los vecinos i comenzó poco despues a retrasar, con la decadencia de las minas. 62, II, p. 159; 63, p. 271; 68, p. 29; 155, p. 21; i 156 i aldea en 101, p. 459; i Alhue en 3, I, p. 50 (Alcedo, 1786); i 66, p. 319 (Pissis, 1875).

## Medio ambiente

### Geomorfología y componentes abióticos

Trazado simplificado de los ecosistemas y cuerpos de agua presentes en la comuna de Alhué.

La comuna de Alhué se encuentra emplazada en la unidad geomorfológica de Cordillera de la costa; y presenta según la clasificación climática de Köppen clima mediterráneo de lluvia invernal (Csb), clima mediterráneo de lluvia invernal de altura (Csb (h)) y clima mediterráneo frío de lluvia invernal (Csc). Esta además se halla entre las cuencas hidrográficas de Costeras entre el Río Maipo y Río Rapel, Río Maipo y Río Rapel. Además, la comuna posee diversos cuerpos de agua, entre los que se destacan el Estero Alhué y el Embalse Carén.

### Componentes bióticos
Dentro del territorio de la comuna se pueden hallar los siguientes ecosistemas:
- Bosque caducifolio mediterráneo costero donde predominan Nothofagus macrocarpa y Ribes punctatum (Vulnerable)
- Bosque esclerófilo mediterráneo costero donde predominan Cryptocarya alba y Peumus boldus (Vulnerable)
- Bosque espinoso mediterráneo costero donde predominan Acacia caven y Maytenus boaria (Vulnerable)
- Matorral bajo mediterráneo costero donde predominan Chuquiraga oppositifolia y Mulinum spinosum (Vulnerable)

### Medidas de protección ambiental y conflictos socioambientales
Hasta 2022, la comuna de Alhué cuenta con las siguientes zonas que cuentan con algún nivel de protección ambiental:
- Alhué (Paisaje de Conservación)[15]
- Cordón de Cantillana (Sitios Ley 19.300)[16]
- Cordillera de la costa Norte y Cocalán (Sitios Ley 19.300)[17]
- Parque Nacional Palmas de Cocalán (Parque Nacional)[18]
- Reserva Nacional Roblería del Cobre de Loncha (Reserva Nacional)[19]
- Santuario Altos de Cantillana (Iniciativa de Conservación Privada)[20]
- Santuario de la Naturaleza Cerro Poqui (Santuario de la Naturaleza)[21]
- Santuario de la Naturaleza Predio Sector "Altos de Cantillana - Horcón de Piedra y Roblería Cajón de Lisboa" (Santuario de la Naturaleza)[22]
- Santuario de la Naturaleza San Juan de Piche (Santuario de la Naturaleza)[23]
- Santuario de la Naturaleza San Juan de Pichi (Iniciativa de Conservación Privada)[24]

## Demografía
Según los datos recolectados en el censo del 2002 del Instituto Nacional de Estadísticas (INE), la comuna posee una superficie de 845 km² y una población de 4435 habitantes, de los cuales 2092 son mujeres y 2343, hombres.
Alhué acoge al 3,1% de la población de la provincia de Melipilla y 0,07% de la población total de la región, lo que la convierte la comuna menos poblada de la región. Un 41,53% (1842 habitantes) corresponde a población rural y un 58,47% (2593 habitantes) a población urbana.
Para el censo de 2017, Alhué poseía 6444 habitantes, de los cuales 2928 son mujeres y 3516 son hombres.

## Estructura
La comuna de Alhué se divide en los siguientes distritos:
| Distrito    | Población Censo 2002 | Superficie |
| ----------- | -------------------- | ---------- |
| Villa Alhué | 1976 hab.            | 40,8 km²   |
| Toro        | 590 hab.             | 66,2 km²   |
| Polulo      | 1903m hab.           | 206,2 km²  |
| El Asiento  | 501 hab.             | 261,4 km²  |
| Carén       | 275 hab.             | 270,6 km²  |

Alhué es visitada cada año por miles de turistas de Santiago y otras regiones de Chile. Además, a pocos kilómetros de su casco urbano conviven viñedos con la minería de Minera Florida, una explotación subterránea de oro, plata y zinc.
En el año 2011 se evaluó construir un recinto penitenciario en la comuna, medida que generó el rechazo de la comunidad. El proyecto fue finalmente descartado debido a lo apartado de la zona, que complica el traslado de los reos, gendarmes y familiares de los reclusos.
El 19 de enero de 2024 se inaugura la sucursal de Banco Estado en calle Dieciocho de Septiembre, siendo esta la primera entidad bancaria en asentarse oficialmente en la comuna.

## Economía
En 2018, la cantidad de empresas registradas en Alhué fue de 129. El Índice de Complejidad Económica (ECI) en el mismo año fue de -0,76, mientras que las actividades económicas con mayor índice de Ventaja Comparativa Revelada (RCA) fueron Extracción de Oro y Plata (758,44), Grandes Tiendas, Productos de Ferretería y Hogar (52,22) y Apicultura (44,41).

## Administración

### Municipalidad
La Ilustre Municipalidad de Alhué es dirigida por el alcalde Roberto Torres Huerta (Ind/Nueva Mayoría), el cual es asesorado por los concejales:
Concejales:
- Nancy Cerda Madrid (Ind/DC)
- Mario Huerta Mora (PH)
- Rafael Cerda Núñez (Ind/PS)
- Roberto Aravena Miranda (DC)
- Leonel Acevedo Irrázabal (UDI)
- Hugo Lazo Segovia (PCCh)

Cabe destacar que el antecesor del actual alcalde (Yoonit Sepúlveda) ha sido uno de los alcaldes que hasta el momento ha gobernado más tiempo (16 años), en Alhué.

### Representación parlamentaria
Alhué integra el Distrito Electoral n.º 14 y pertenece a la 7ª Circunscripción Senatorial (Región Metropolitana). De acuerdo a los resultados de las elecciones parlamentarias de Chile de 2021, Alhué es representada en la Cámara de Diputados del Congreso Nacional por los siguientes diputados en el periodo 2022-2026:
Apruebo Dignidad (2)
- Marisela Santibáñez (PCCh)
- Camila Musante Müller (Ind/AD)

Socialismo Democrático (2)
- Raúl Leiva Carvajal (PS)
- Leonardo Soto Ferrada (PS)

Chile Vamos (1)
- Juan Antonio Coloma Álamos (UDI)

Fuera de coalición:
- Juan Irarrázaval Rossel (PRCh)

A su vez, en el Senado la representan Fabiola Campillai Rojas (Ind), Claudia Pascual (PCCh), Luciano Cruz Coke (EVOP), Manuel José Ossandon (RN) y Rojo Edwards (PRCh) en el periodo 2022-2030.

## Folclore y literatura
Creencias muy antiguas es que el diablo nació en Alhué y que enamora mujeres hermosas. Alhué, en lengua mapuche significa "lugar de los espíritus". Cristina Miranda escribió la refalosa "Diablito de Talamí" y que empieza así: "Dicen que el diablo nació entre Pichi y Talamí", lugares de alrededor de Alhué, que musicalizó la folclorista Margot Loyola.
Justo Abel Rosales escribió el libro Los amores del diablo en Alhué, publicado el año 1895.
En 1928, José Santos González Vera —Premio Nacional de Literatura en 1950— publicó Alhué: estampas de una aldea. El escritor Omar Pérez Santiago escribió el libro de cuentos Nefilim en Alhué, publicado en 2011 por Mago Editores, en donde relata sobre un hombre malvado, llamado Aleister Bascuñán, que creó una tropa de zombis con ADN de nefilim, cadáveres del cementerio y sangre de chicas jóvenes y guapas.
El periodista Hernán Bustos Valdivia escribió en 1995 el libro Alhué, huellas de cinco siglos, con la historia del lugar desde los tiempos de la Conquista. Además escribió el libro Los amoríos del diablo, 1997, con narraciones testimoniales de los alhuinos y transcripción desde el español antiguo al español actual del famoso expediente que dio vida a la novela de Justo Abel Rosales. En 2012 publicó el libro Alhué, entre la historia y el encanto.

## Medios de comunicación

### Radioemisoras
FM
- 99.9 MHz - Colo-Colo